# Moto Morini

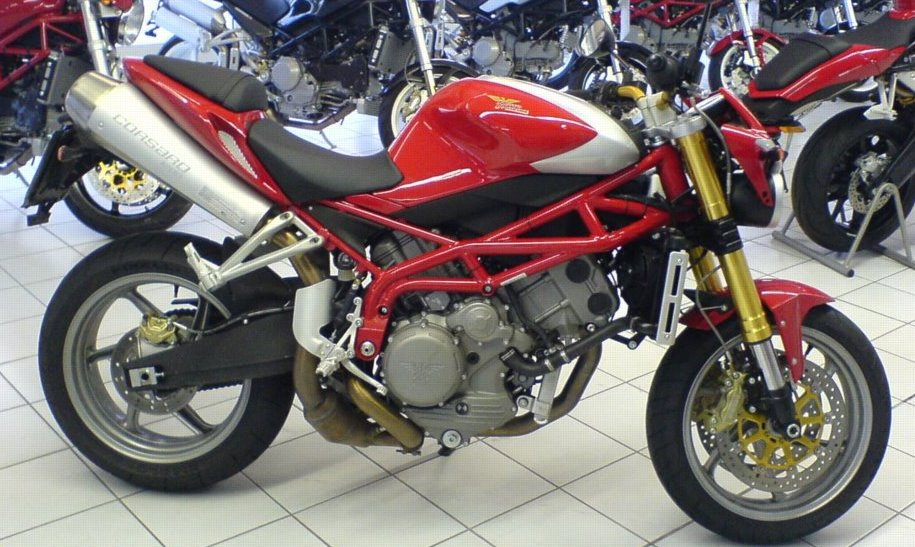
Une Moto Morini Corsaro 1200.

Moto Morini est une marque de motos italienne fondée à Bologne en 1937. Elle a appartenu à Cagiva à partir de 1987, puis à Texas Pacific Group à partir de 1996, avant de faire faillite en 2009. La production de motos a repris en 2012.

## Historique

### Les débuts
Alfonso Morini ouvre son premier atelier de réparation en 1914 à Bologne. Il a un certain talent pour tout ce qui touche à la mécanique et sa petite entreprise prospère. La Première Guerre mondiale freine un peu son activité et il décide de s'engager dans le 8e régiment motocycliste pour parfaire ses connaissances.
En 1925, Mario Mazetti s'associe avec lui et lui demande de construire une moto de course. C'est un monocylindre 2-temps de 125 cm3, qui s'impose à Monza au Grand Prix des Nations 1927.
Les deux hommes s'imposent[pas clair] jusqu'en 1937, année pendant laquelle Alfonso Morini décide de créer sa propre firme : Moto Morini.
Les débuts de Moto Morini ne sont pas brillants. La montée du fascisme l'oblige à produire des triporteurs 350 ou 500 cm3, économiquement plus intéressants. Néanmoins la M610 est un succès commercial et permet de reconstruire l'usine après son bombardement de 1943 et de bénéficier de fonds pour produire, en 1946, la première moto sous enseigne Moto Morini : la T125.

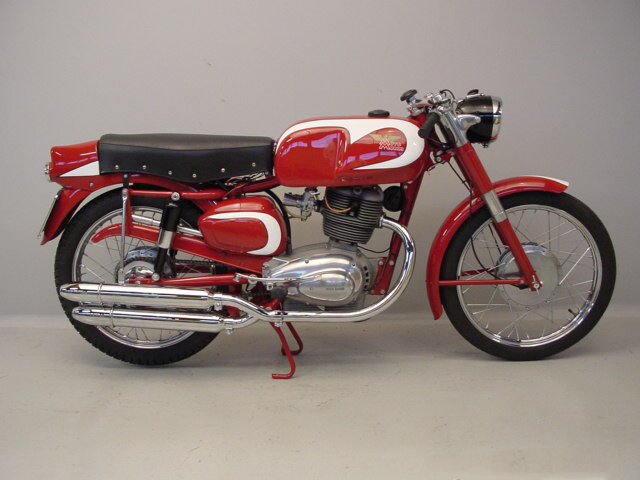
Une Moto Morini Tresette de 1958.

En 1953, les moteurs 4-temps font leur entrée en compétition. Morini introduit un nouveau modèle de 175 cm3 qui ne tarde pas à faire parler de lui. Gaston Gaury remporte le Grand Prix du circuit du lac d'Aix-les-Bains. Cette machine permet aussi de lancer un pilote encore inconnu : Giacomo Agostini. De nombreux modèles routiers voient le jour sur base de 175 cm3 : Gran Turismo, Settebello, Rebello, Supersport, Briscola, Tresette.
En 1954, un neveu d'Alfonso Morini crée Morini Franco Motori S.p.A., qui conçoit et produit les moteurs 2- et 4-temps.
En 1958, la plus formidable moto de compétition de chez Morini nait sous l'impulsion de Alfonso Morini, Dante Lambertini et Nerio Biavati : la GP 250. Sa première apparition date du Grand Prix des Nations où le pilote Emilio Mendogni prend la tête dès le premier tour et la garde jusqu'à la fin.
En 1961 et 1962, Tarquino Provini rentre chez Morini et remporte le championnat italien. Il conseille à Alfonso Morini de s'engager dans le championnat mondial. Mais l'investissement financier est trop grand et Morini ne prend pas part à toutes les courses. La GP 250 gagne néanmoins quatre fois au cours de la saison 1963.
Umberto Masetti finit 12e du championnat 250 cm3 en 1962 avec sa Moto Morini, à égalité de points avec Mike Hailwood, puis à la 20e place sur sa Moto Morini Jean-Pierre Beltoise.
En 1964 au championnat 250 cm3 sur la Moto Morini, Giacomo Agostini finit 12e dominé par la Yamaha de Phil Read et la Honda de Jim Redman.
En 1967, Angelo Bergamonti remporte sur la Moto Morini 175 son premier championnat Italie.

### Renouveau
Le 30 juin 1969, Alfonso Morini décède. Sa fille Gabriella prend les rênes de la compagnie.
En 1970, le designer Franco Lambertini quitte Ferrari pour entrer chez Morini. Il insuffle un vent nouveau dans l'esthétique des modèles.

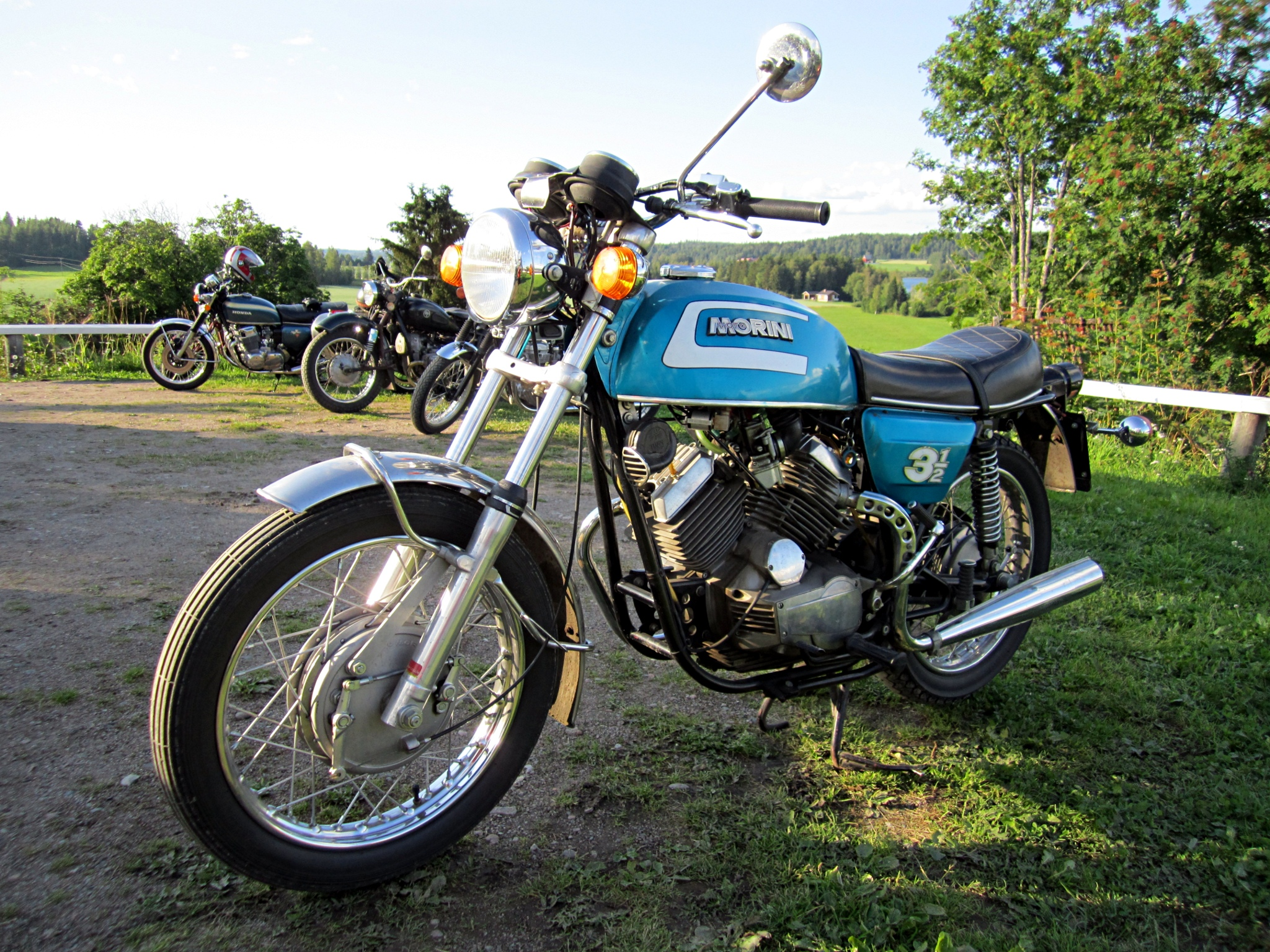
Une Moto Morini 3½ de 1974.

Le Salon de la moto de Milan de 1971 dévoile celle qui connaitra un grand succès commercial : la 3 ½ (it). La version équipée de guidon bracelet appelée « Sport » apparaitra trois ans plus tard.
Avec le moteur de la 3 ½, mais en supprimant le cylindre arrière, la firme sort les 125 H (it) et 250 Mono.
En 1977, la 500 GT vient épauler la 3 ½. Elle sera complétée par le modèle GT et Sei-V.
En 1979, Franco Lambertini s'inspire des Formules 1 pour créer le prototype de la 500 Turbo.
Au cours des années 1980, le bicylindre prend place dans des modèles d'enduro, comme la 500 Camel ou la 350 Kanguro, et sur le custom 350 et 501 Excalibur.

### Perte de vitesse
Mais les années 1980 sont aussi l'époque de la récession économique, et, malgré la présentation de ces nouveautés, l'entreprise est moribonde.
En 1987, Gabriella Morini vend la marque aux frères Castiglioni, Claudio et Gianfranco, propriétaires du groupe Cagiva.
Dans l'entrefaite, Franco Lambertini travaille sur un nouveau moteur : un bicylindre en V à 60° à refroidissement liquide, déclinable en 350, 500 ou 750 cm3. Mais cela n'intéresse pas les nouveaux dirigeants, Cagiva produisant déjà des moteurs. Les choix de la nouvelle équipe dirigeante seraient responsables de la démission de Lambertini, survenue en 1989.
La firme survit tant bien que mal jusqu'en 1996, année où la marque intègre Ducati Motor Holding, société contrôlée par Texas Pacific Group depuis la vente de Ducati par Cagiva.
La production de nouveaux modèles sous label Moto Morini n'est pas à l'ordre du jour.
En avril 1999, la marque est cédée à Morini Franco Motori.

### Renaissance
En 2003, l'homme d'affaires Giani Berti injecte de l'argent et Moto Morini reprend vie.
Au Salon de Bologne de 2004, on assiste à la présentation de deux nouveaux modèles : la 9 ½ et la Corsaro 1200 (it), toutes les deux propulsées par un bicylindre imaginé par Franco Lambertini.
Ce sont deux roadsters. Les premières Corsaro 1200 sont livrées en 2006.

### 2009 - 2011: faillite et reprise
Incapable de payer ses fournisseurs, Moto Morini fait faillite en septembre 2009. Elle est mise aux enchères par le Tribunal de Bologne.
Moto Morini est sauvé et repris pour 1 960 000 euros par deux entrepreneurs milanais : Sandro Capotosti, ex-président de Banca Profilo, et Ruggeromassimo Jannuzzelli, ex-vice-président et administrateur délégué du groupe Camuzzi.
À travers un communiqué de presse et la création d'un nouveau site internet, les nouveaux propriétaires annoncent la reprise de son activité pour 2012 : service d'assistance après-vente au début, production finale des différentes versions de la Corsaro 1200, la Granpasso 1200 (it) et la Scrambler 1200 (it) dans un deuxième temps.

### 2012: la nouvelle Rebello et la reprise de la production
Le 14 juillet 2012, Moto Morini a annoncé la vente aux enchères (en ligne) des coupons de réservation d'un modèle complètement nouveau. Il s'agit de la Rebello 1200 Giubileo, réinterprétation de la moto du même nom de 1956, produite en six cents exemplaires pour fêter les soixante-quinze années de la marque.
La Rebello 1200 Giubileo est dotée d'une technologie exclusive intégrée dans la coque de selle, brevetée par Moto Morini : c'est le système Electric variable saddle, qui permet à la moto de devenir une moto à deux places, sans qu'il ne soit nécessaire de retirer la coque de selle, en appuyant tout simplement sur un bouton.
À partir du mois de mai 2012, la production des Corsaro 1200 Veloce, Scrambler 1200 et Granpasso 1200 a recommencé avec des réajustements techniques et esthétiques.

### 2013: déménagement
Moto Morini déménage dans la province de Pavie, à Trivolzio, tout près de Milan.

### 2015: Jannuzzelli
La propriété passe entièrement à la famille Jannuzzelli.

### 2018: Zhongneng Vehicle Group
En octobre 2018, la société change de mains et rejoint le Zhongneng Vehicle Group qui a pour objectif de mettre en place des investissements importants aussi bien sur les modèles actuels et que sur les nouveaux, même de cylindrées différentes afin d’élargir la gamme Morini et d’accroître sa présence sur le marché.

## Modèles marquants
- T125 : monocylindre 2-temps, inspiré de l'allemand DKW, délivrant 4,5 ch, couplé à une boîte de vitesses à trois rapports, avec une fourche à parallélogramme et une suspension arrière coulissante.
- GP 250 : monocylindre 4-temps délivrant 37 ch.
- 3 ½ : bicylindre en V à 72° 4-temps de 350 cm3 couplé à une boîte six vitesses, délivrant 35 ch, avec un démarreur électrique.
- 500 GT, Sport et Sei-V : bicylindre en V à 72° 4-temps de 500 cm3 couplé à une boîte cinq vitesses sur les GT et Sport ou six vitesses sur la Sei-V.
- 500 Turbo : bicylindre en V à 72° 4-temps de 500 cm3 délivrant 84 ch.
- 500 Camel : bicylindre en V à 72° 4-temps de 478, puis 507 cm3 délivrant 42 ch.
- Dart 350 (it) : bicylindre en V à 72° 4-temps de 350 cm3 avec une partie-cycle et un habillage de Cagiva 125 Freccia.
- 9 ½ : bicylindre en V à 87° 4-temps, délivrant 105 ch, cadre treillis tubulaire.
- Corsaro 1200 : bicylindre en V à 87° 4-temps de 1 187 cm3, délivrant 140 ch, cadre treillis tubulaire, avec une fourche Marzocchi, un monoamortisseur Sachs et des freins Brembo.

### Noms des modèles
Les premiers modèles à succès produits par la firme Morini portent souvent, sur la demande expresse d'Alfonso Morini, des noms de cartes à jouer provenant du jeu traditionnel de scopa (connu en France sous le nom de vache ou d'Aluette). Ainsi Rebello ne signifie pas « rebelle » mais « beau roi », autrement dit roi d'atout, Settebello (littéralement « beau sept ») est le sept d'atout, Tresette (trois sept) est une combinaison gagnante, etc. C'est une tradition maison, qui fait écho à celle de Moto Guzzi, firme où les modèles portaient souvent des noms d'oiseaux (Falcone, Albatros, Galletto — petit coq —, Airone — héron —, etc.).